# Fior d'Alpe

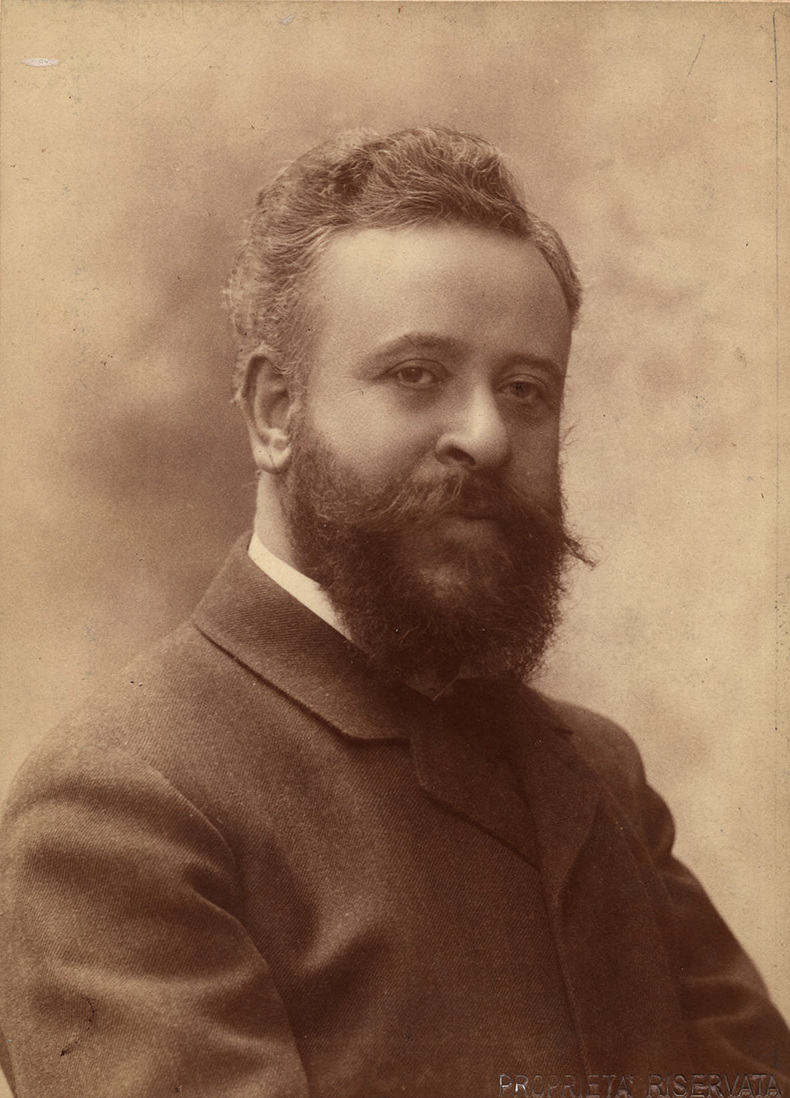
Alberto Franchetti

Fior d'Alpe är en opera i tre akter med musik av Alberto Franchetti och libretto av Leopoldo Pullè. Operan hade premiär den 15 mars 1894 på Teatro alla Scala i Milano.

## Historia
Vid den första föreställningen mottogs den första akten kallsinnigt. Andra akten, med musik "allmänt lätt, melodisk och med omedelbar verkan" gladde mer, särskilt öppningsscenen och duetten mellan Paulus och Maria. Den tredje akten togs emot sämre än den andra. Sammantaget var framgången inte särskilt varm, inte ens för det mediokra utförandet, med undantag för den kvinnliga huvudpersonen Cesira Ferrani.

## Personer
| Roller                 | Röstläge    | Premiärbesättning 15 mars 1894 |
| ---------------------- | ----------- | ------------------------------ |
| Greven, far till Maria | Bas         | Giulio Rossi                   |
| Maria                  | Sopran      | Cesira Ferrani                 |
| Paolo, son till Maso   | Tenor       | Giuseppe Cremonini             |
| Maso                   | Bas         | Francesco Navarrini            |
| Ghita, mor till Paolo  | Mezzosopran | Aurelia Kitzu                  |
| Markisen, Marias make  | Baryton     | Cesare Bacchetta               |

## Handling
Akt I
Paolo och Maria, som bor i Alperna, tror att de är bror och syster, men hon är istället dotter till en greve som av allvarliga skäl var tvungen att överge henne. Maria återkallas till Turin eftersom den riktiga modern har dött. Paolo inser att han älskar henne, inte bara som en bror.
Akt II
Två år har gått. Maria tvingades gifta sig med markisen Alfredo men har inte glömt bergen där hon tillbringade sin ungdom och vill återvända. Paolo, gripen av ilska och svartsjuka för separationen från Maria, har bestämt sig för att ta värvning i franska armén som har invaderat Piemonte, och så kommer han att slåss mot Piemonte där Alfredo är en av befälhavarna.
Akt III
Tillbaka till Alperna, där Maria äntligen lyckades åka med Alfredo. Paolo lyckas ha ett möte med henne, där Maria bekänner för honom att hon älskar honom. Utvilad inser Paolo att han inte kan förråda sitt hemland och går över till Piemontesens sida. Han dör i strid och får en kyss av Maria innan han dör.